# Getting Mary Married

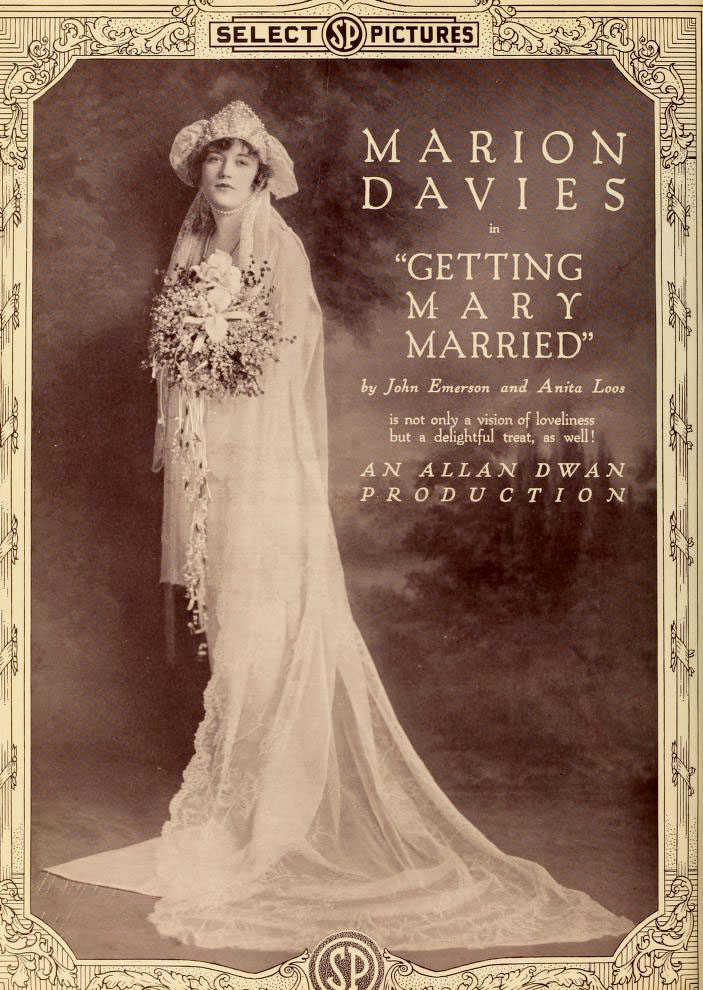
Marion Davies dans Getting Mary Married

Getting Mary Married est un film américain réalisé par Allan Dwan et sorti en 1919.

## Fiche technique
- Réalisation : Allan Dwan
- Scénario : John Emerson, Anita Loos
- Production : Cosmopolitan Productions
- Photographie : H. Lyman Broening
- Durée : 5 bobines[1]
- Dates de sortie: 
  - 19 avril 1919 ( États-Unis)

## Distribution
- Marion Davies : Mary Bussard
- Norman Kerry : James Winthrop
- Matt Moore : Ted Barnacle
- Frederick Burton : Amos Bussard
- Amelia Summerville : Mrs. Bussard
- Elmer Grandin : John Bussard

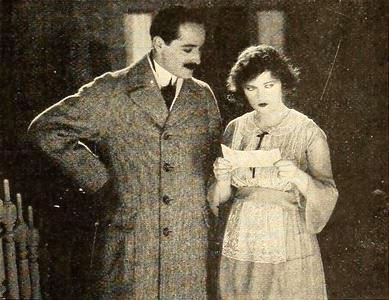
Norman Kerry et Marion Davies.

- Constance Beaumar : Mathilda Bussard
- Helen Lindroth : Mrs. Winthrop